# Alinghi
Alinghi è il team velico svizzero vincitore delle edizioni 2003 e 2007 della coppa America. Il suo proprietario è l'imprenditore Ernesto Bertarelli, ex-patron della multinazionale farmaceutica Serono. Il nome "Alinghi", inventato da Ernesto e dalla sorella, deriva da una parola usata dai Bertarelli durante le vacanze all'Argentario.

## Le imbarcazioni

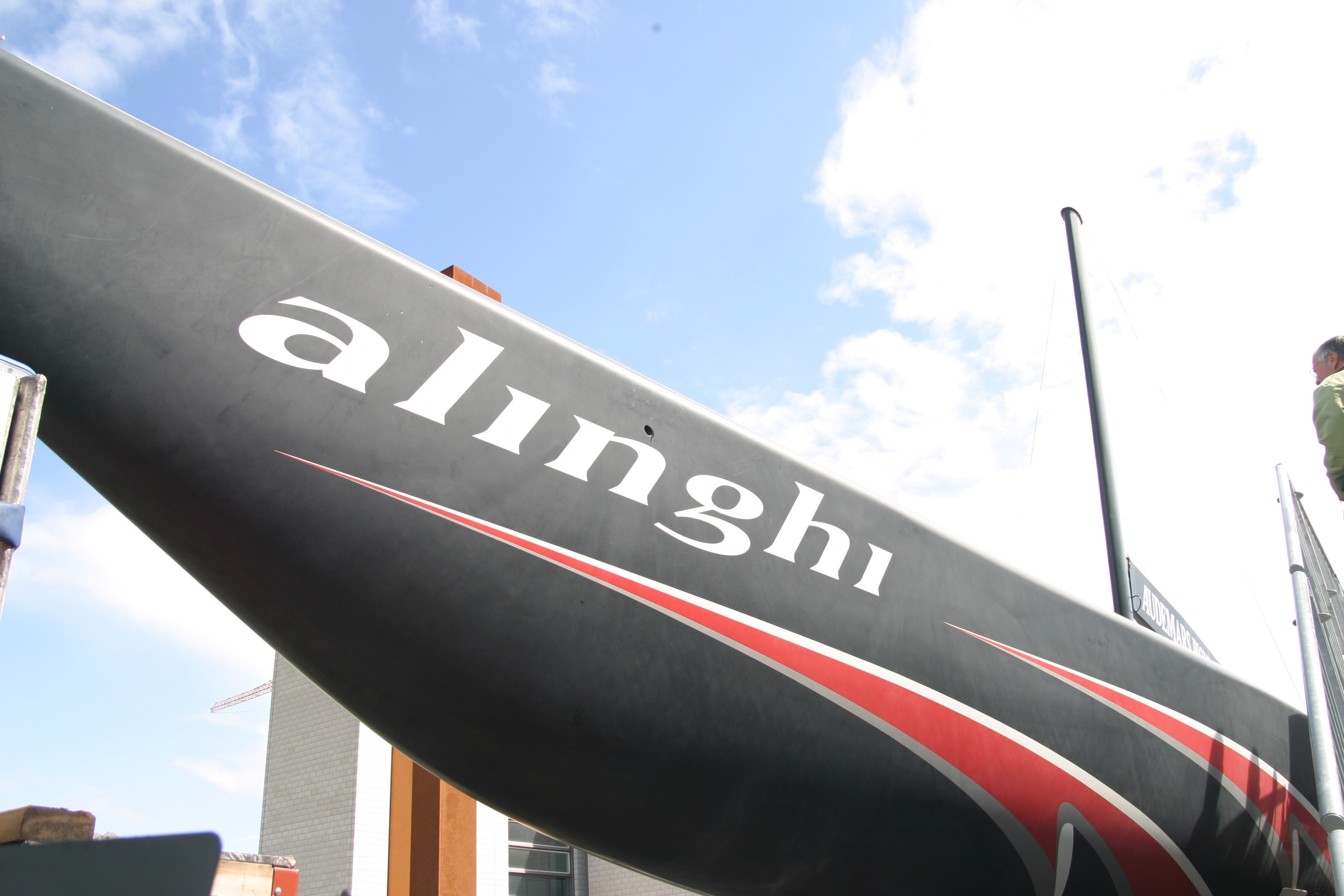
Prua di SUI 64

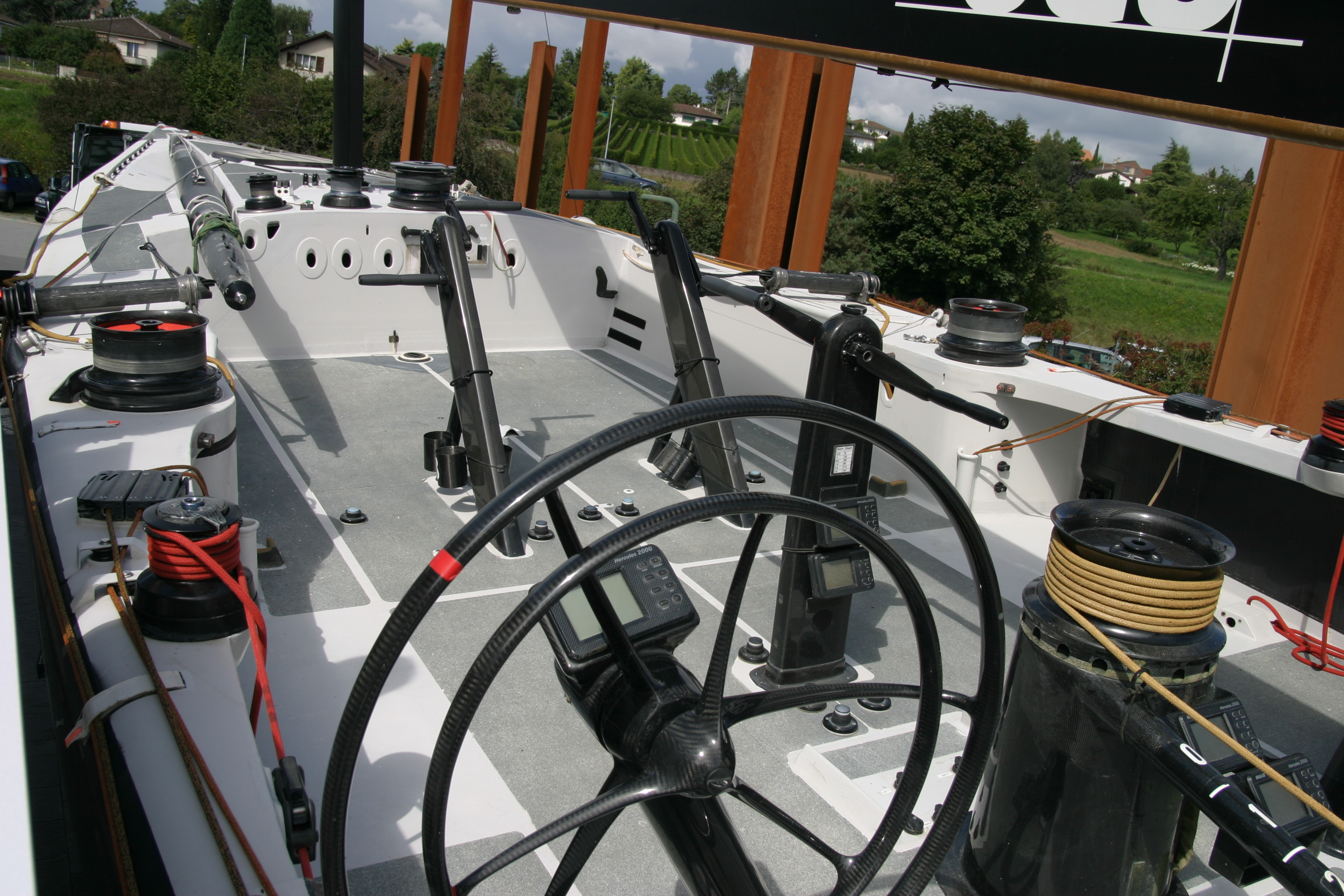
Ponte di SUI 64

Con la sua fondazione, Alinghi acquisisce l'imbarcazione "59" dal team elvetico Fast 2000, che aveva partecipato alla 5ª Louis Vuitton Cup (2000).
Le imbarcazioni successive sono state concepite in stretta collaborazione con il Politecnico di Losanna. In particolare, responsabile per la simulazione fluidodinamica e la modellistica matematica è stato l'italiano Alfio Quarteroni.
La fabbricazione dei 4 scafi SUI 64, SUI 75, SUI 91 e SUI 100 è stata affidata alla Decision SA, impresa elvetica sita a Corsier-sur-Vevey.
Gli scafi SUI 64 e SUI 75 sono stati modificati per essere conformi alle norme della Classe America, le due imbarcazioni sono state usate per la Louis Vuitton Cup 2003 e per la successiva Coppa America, vinta proprio dal team elvetico.
I due scafi SUI 91 e SUI 100 sono stati ideati, invece, per la difesa della 32° America's Cup.
Nel 2022 è stato varato Boat Zero, AC75 acquistato da Emirates Team New Zealand in vista della campagna per l'America's Cup 2024.

## Base a Valencia

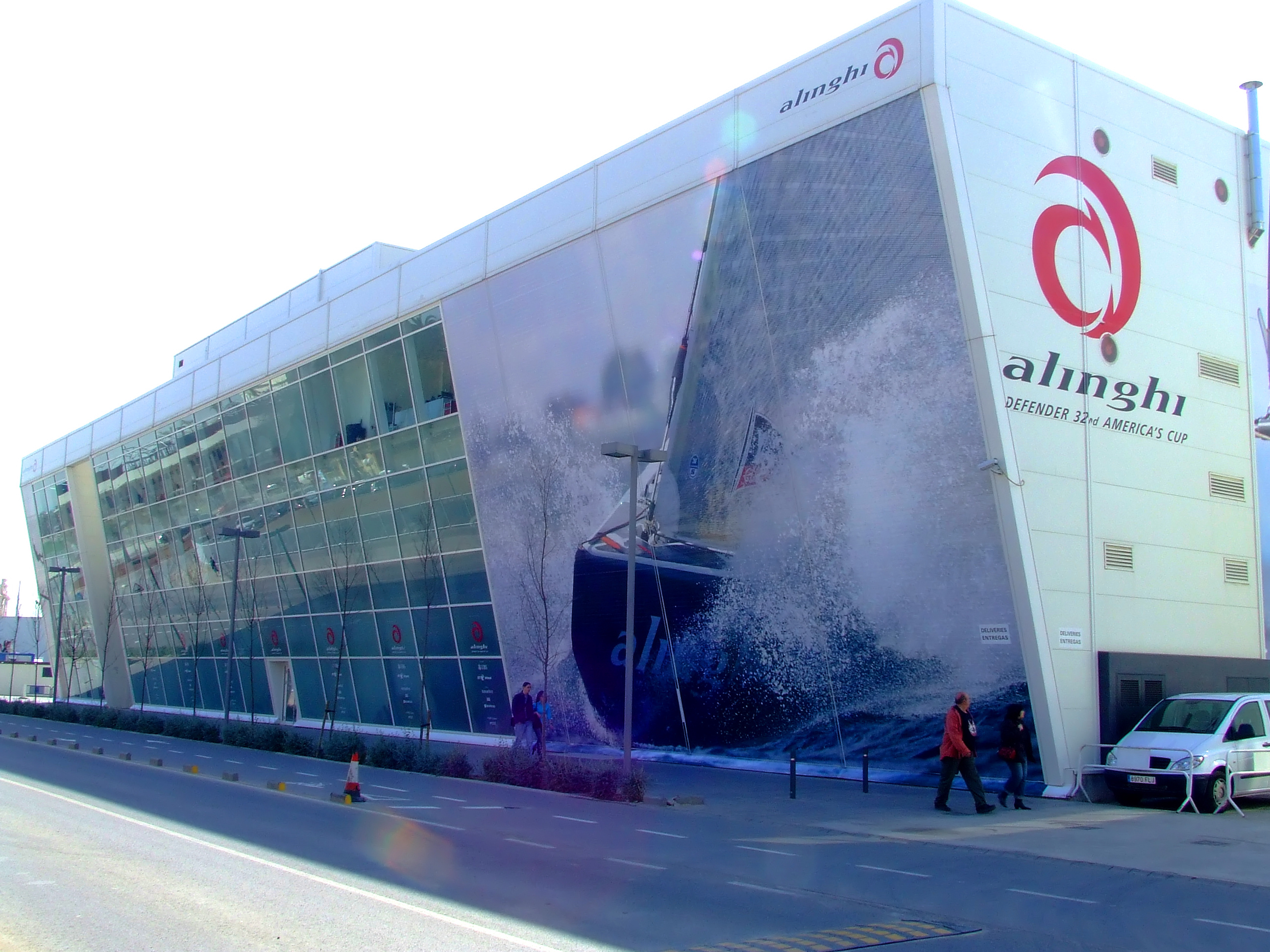
Base di Alinghi a Valencia (vista frontale)

La base di Alinghi a Valencia è divisa sostanzialmente in 3 aree: pubblica, pubblica ad accesso limitato e privata. Quest'ultima ovviamente è accessibile solo dai componenti del team in quanto è l'area in cui avviene l'effettivo sviluppo e costruzione dell'imbarcazione e delle vele.
La parte pubblica invece comprende una parte liberamente accessibile al piano terra divisa a sua volta in una sezione espositiva in cui vengono presentate al pubblico alcune delle tecnologie utilizzate a bordo, mediante filmati e simulazioni grafiche.

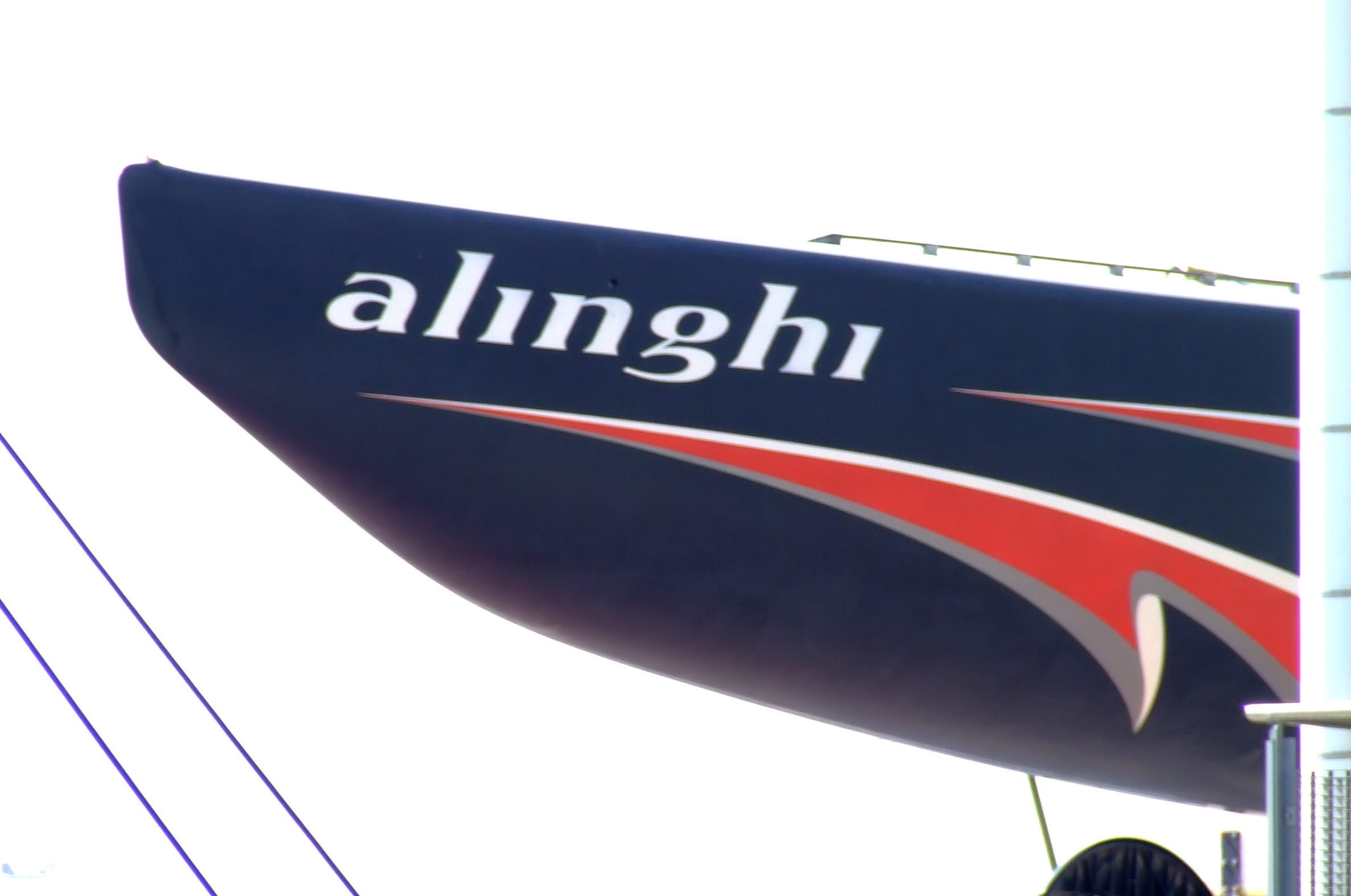
Prua di Alinghi (fotografata al porto di Valencia)

Un piccolo simulatore con 2 sezioni di scafo e un monitor al plasma offrono una simulazione molto semplificata ma suggestiva di come avviene un match race; si tratta in tutto e per tutto di un videogioco utilizzabile liberamente da parte dei visitatori.
Dall'area espositiva poi si passa ad una piccola sala cinema con un enorme schermo concavo su cui viene proiettato a ciclo continuo un filmato di 4 minuti di Alinghi in mare con inquadrature che alternano visioni aeree e riprese a bordo. La dimensione dello schermo, i suoni ad alto volume e surround, uniti a ventole che generano vento artificiale e spruzzi d'acqua, rendono molto realistico il filmato, e il visitatore si sente realmente a bordo dell'imbarcazione.

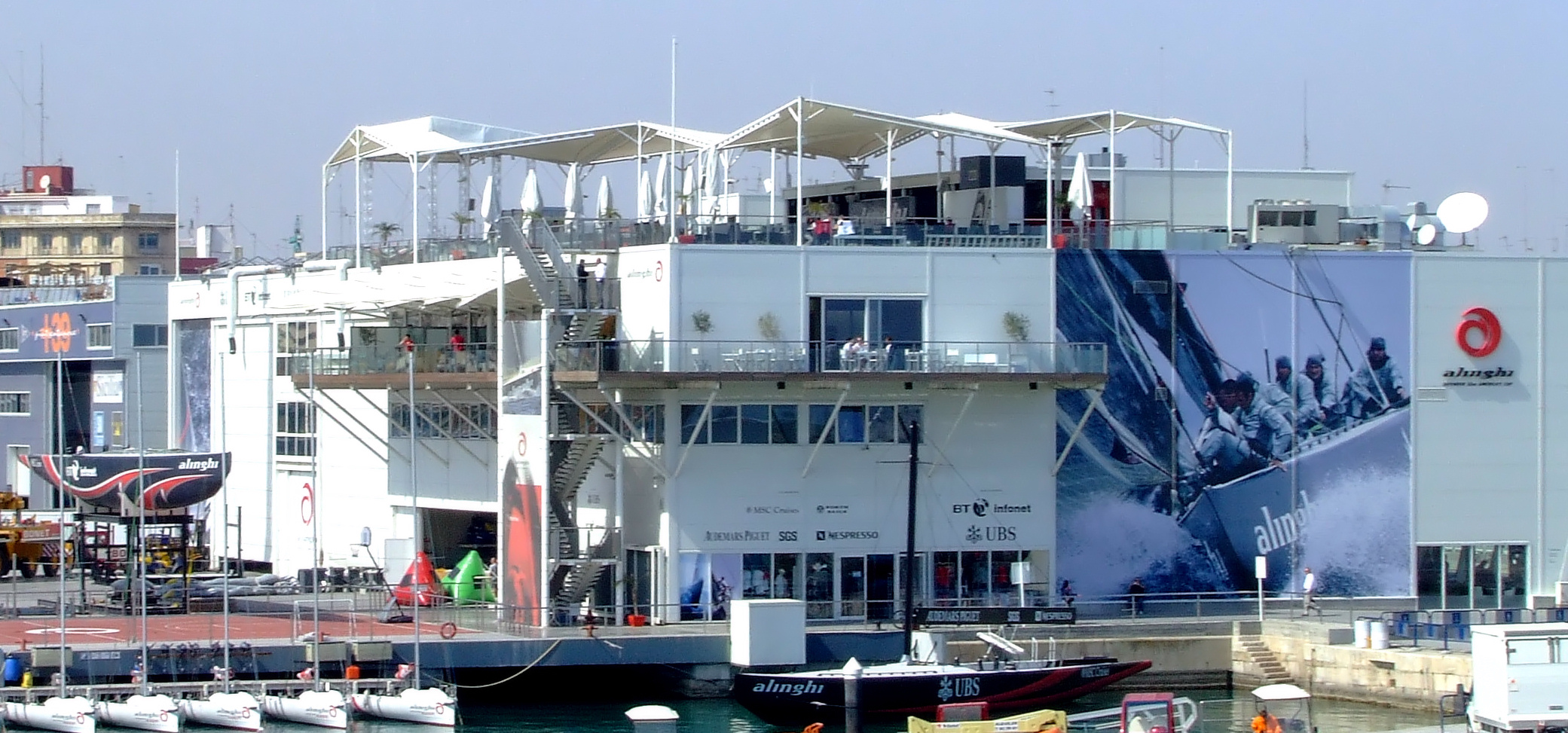
Base di Alinghi a Valencia (vista dal mare). In primo piano è visibile anche il simulatore per il pubblico

Infine all'uscita del cinema, si trova il negozio di merchandising. L'ultima area, quella pubblica ma ad accesso limitato, richiede uno speciale invito per poter essere visitata, e di conseguenza pochi spettatori sono in grado di accedervi.
All'esterno della base, ormeggiato al molo a lato del negozio, è presente un altro simulatore utilizzabile dal pubblico insieme ad un istruttore. In questo caso non è più un videogioco ma un vero scafo di Alinghi adattato con tiranti e altoparlanti che emettono suoni che simula una regata. I partecipanti salgono a bordo e sotto la guida dell'istruttore manovrano gli winch per simulare le regolazioni sulle vele. A seconda delle regolazioni lo scafo si inclina ed emette dei suoni cercando di trasmettere le emozioni che si proverebbero in mare aperto.

## Alinghi: un successo in parte italiano
Una delle chiavi del successo di Alinghi in entrambe le edizioni della Coppa America a cui ha partecipato è dovuto al lavoro di sviluppo svolto presso il Politecnico di Losanna (il già citato EPFL) in cui hanno lavorato anche alcuni ricercatori italiani. Tra questi, si può citare il prof. Alfio Quarteroni, docente di Analisi numerica e direttore scientifico del "Laboratorio di Modellistica e Calcolo Scientifico del Politecnico di Milano" (MOX) e docente di "Modelling and Scientific Computing" proprio presso l'EPFL. Il team diretto da Quarteroni ha avuto il ruolo di applicare i modelli matematici per trovare la configurazione ottimale della barca, ovvero di tutti gli elementi che la compongono: lo scafo, la chiglia, il bulbo, le alette, il timone, l'albero e poi le vele.
Tra i ricercatori più attivi nel progetto della barca vi sono anche due stretti collaboratori del prof. Quarteroni, Davide Detomi e Nicola Parolini, laureati in Ingegneria aerospaziale proprio al Politecnico di Milano, che hanno sviluppato nuovi modelli matematici che hanno consentito di migliorare la configurazione dei diversi elementi della barca con molta più precisione e, conseguentemente, di migliorare nettamente la performance. In particolare Detomi si è concentrato sulla simulazione e progettazione delle vele, mentre Parolini sulla forma dello scafo e, soprattutto del bulbo.
I progressi tecnici compiuti dal team nei 4 anni che sono passati tra le due edizioni della Coppa America sono notevoli: se per l'edizione del debutto di Alinghi, si era riusciti a simulare al computer circa 100 imbarcazioni di forma diversa usando circa 30 milioni di equazioni, per la nuova edizione del 2007 sono state simulate oltre 400 configurazioni, prima di costruire la barca migliore, risolvendo oltre 135 milioni di incognite. Tali simulazioni hanno permesso di quantificare le resistenze che la barca incontra, e come conseguenza di capire come trovare le forme migliori che minimizzano tali resistenze, aumentando pertanto la velocità della barca stessa. A questo si è aggiunta la nuova capacità di simulare la dinamica della deformazione delle vele sotto l'azione del vento.
Ma l'utilizzo del computer non è stato determinante solo per la fase di progettazione e messa a punto dell'imbarcazione: alcuni matematici, colleghi di Quarteroni, hanno approntato anche dei modelli di strategia per decidere matematicamente come e quando virare nella fase di bolina.

## America's Cup 2003

### La squadra
Bertarelli ingaggia lo skipper neozelandese Russell Coutts, vincitore delle due precedenti edizioni della coppa America (1995 e 2000), insieme a diversi altri velisti kiwi. Ciò provoca non pochi dissapori in Nuova Zelanda durante le competizioni.

### Competizioni
L'imbarcazione non ha molti problemi ad aggiudicarsi la Coppa Louis Vuitton. Questo successo le permette di affrontare il detentore della coppa America Team New Zealand. La sfida è vinta dal team elvetico per 5 regate a 0.

## America's Cup 2007
Essendo il detentore del titolo, Alinghi acquisisce il diritto di scegliere la località dell'America's Cup 2007. Escludendo la Svizzera per evidenti limiti geografici, la selezione viene effettuata da un gruppo di città estere tra cui Marsiglia, Palma di Maiorca, Lisbona, Napoli, e Valencia. Quest'ultima, infine, si aggiudica la possibilità di ospitare la competizione.
Nel luglio 2004, in seguito a divergenze di opinioni, il proprietario Ernesto Bertarelli congeda lo skipper Russell Coutts. La collaborazione con la Scuola politecnica federale di Losanna è, invece, confermata fino al 2007.
Durante i mesi invernali tra il 2006 e il 2007, l'intero team si trasferisce a Dubai per continuare i test sul nuovo scafo e sulle vele.

### Finale

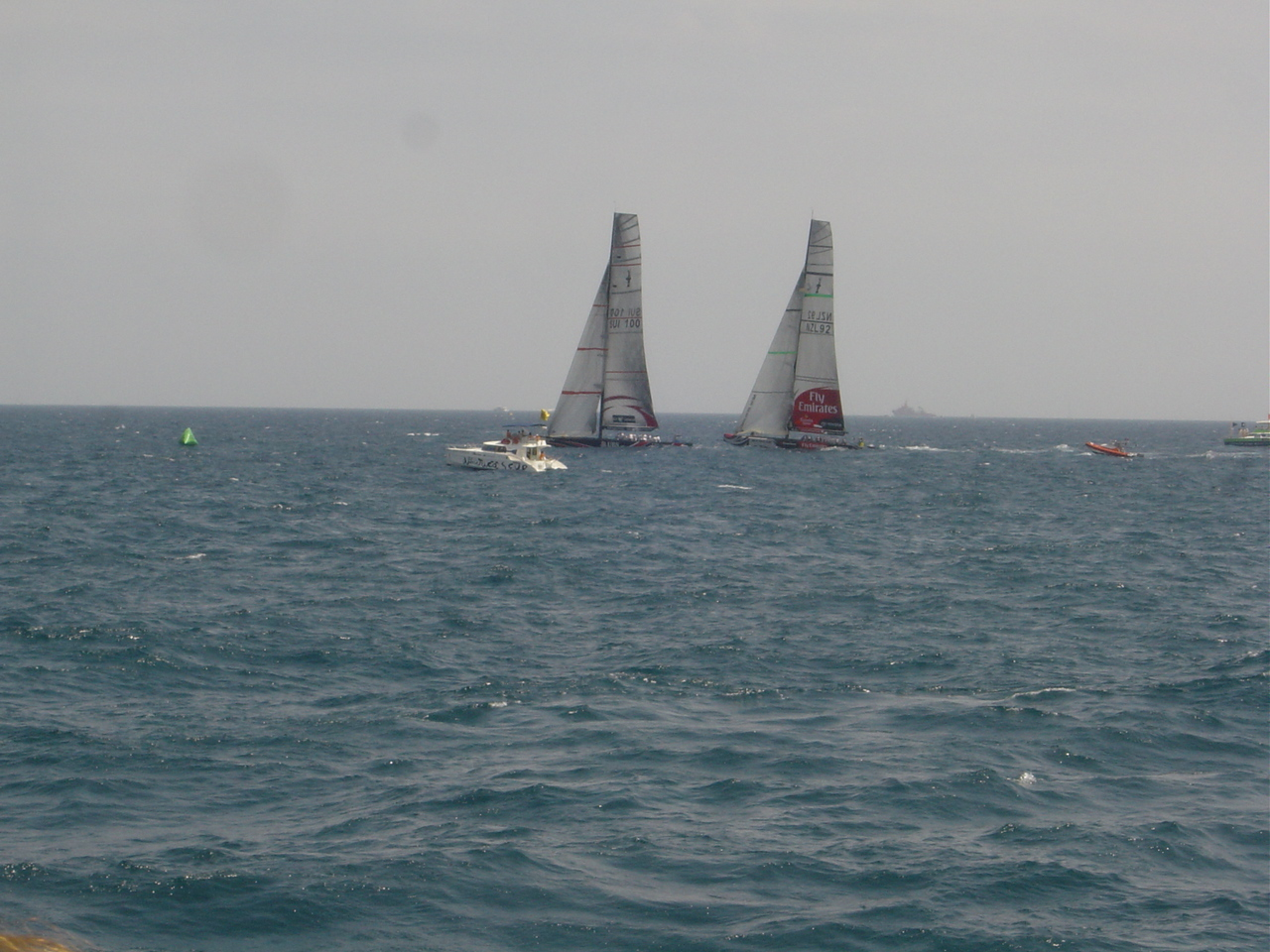
SUI 100 e NZL 92

La trentaduesima edizione della Coppa America si svolge a partire dal 23 giugno e vede scontrarsi Alinghi contro il challenger Emirates Team New Zealand, vincitore della Louis Vuitton Cup 2007 in finale contro Luna Rossa. La vittoria della vecchia brocca spetta nuovamente agli svizzeri che si impongono per 5 regate a 2. La final race viene disputata il 3 luglio 2007 e si conclude al "fotofinish": Alinghi, infatti,  taglia il traguardo con appena 1 secondo di vantaggio su Team New Zealand, riuscendo nell'impresa di difendere la coppa.

### Commenti
Hanno detto di Alinghi dopo la vittoria:
(Micheline Calmy-Rey, Presidente della Confederazione)
(Grant Dalton, direttore del Team New Zealand)

## America's Cup 2010
Lo Yacht Club di Alinghi, la Société nautique de Genève, viene coinvolto in una lunga battaglia legale contro il Golden Gate Yacht Club di San Francisco (promotore del sindacato BMW Oracle Racing) avente come oggetto l'organizzazione della nuova edizione dell'America's Cup. Alla fine, il trofeo venne messo in palio, ancora nelle acque di Valencia, in una sfida a due su multiscafi seguendo le antiche regole del Deed of Gift.  Per l'occasione, Alinghi vara, l'8 luglio 2009, un catamarano di 90 piedi denominato Alinghi 5. Il trimarano presentato dallo sfidante, tuttavia, prevale nelle due regate della competizione, svoltesi il 12 e 14 febbraio 2010. Gli americani si aggiudicano, quindi, la coppa.

## 2021: il ritorno
Dopo un'assenza di oltre dieci anni dalle competizioni veliche internazionali, il 14 dicembre 2021 Alinghi, in collaborazione con il team di Formula 1 Red Bull Racing, annuncia la sua partecipazione alla campagna per l'America's Cup 2024. Il sodalizio prende il nome di Alinghi Red Bull Racing.